# Pallavolo Matera Bulls
La Pallavolo Matera Bulls è una società pallavolistica maschile italiana con sede a Matera: milita nel campionato di Serie A2.

## Rosa 2014-2015
| N° | Nome                 | Ruolo | Data di nascita   | Nazionalità sportiva |
| -- | -------------------- | ----- | ----------------- | -------------------- |
| 1  | Riccardo Pinelli     | P     | 17 febbraio 1991  | Italia               |
| 2  | Gabriele Calitri     | S     | 15 aprile 1996    | Italia               |
| 3  | Matej Černič         | S     | 13 settembre 1978 | Italia               |
| 4  | Luis Joventino       | S     | 25 settembre 1989 | Brasile              |
| 5  | Nicola Sesto         | C     | 11 maggio 1987    | Italia               |
| 6  | Matteo Zamagni       | C     | 4 agosto 1989     | Italia               |
| 9  | Matteo Bortolozzo    | C     | 1º agosto 1989    | Italia               |
| 10 | Andrés Villena       | S/O   | 27 febbraio 1993  | Spagna               |
| 11 | Eustachio Lapacciana | S     | 13 agosto 1979    | Italia               |
| 12 | Vittorio Suglia      | S     | 3 settembre 1979  | Italia               |
| 13 | Marco Lo Bianco      | L     | 15 settembre 1990 | Italia               |
| 14 | Caio da Silva        | S/O   | 30 novembre 1992  | Brasile              |
| 15 | Leonardo Monteleone  | L     | 3 giugno 1997     | Italia               |